# Dournon
Dournon là một xã trong vùng hành chính Franche-Comté, thuộc tỉnh Jura, quận Lons-le-Saunier, tổng Salins-les-Bains, Pháp. Tọa độ địa lý của xã là 46° 55' vĩ độ bắc, 05° 57' kinh độ đông. Dournon nằm trên độ cao trung bình là 610 mét trên mực nước biển, có điểm thấp nhất là 593 mét và điểm cao nhất là 719 mét. Xã có diện tích 6,55 km², dân số vào thời điểm 2006 là 112 người; mật độ dân số là 17 người/km².

## Thông tin nhân khẩu
| 1962 | 1968 | 1975 | 1982 | 1990 | 1999 |
| ---- | ---- | ---- | ---- | ---- | ---- |
| 83   | 100  | 85   | 113  | 122  | 102  |

## Địa điểm tham quan
Nhà thờ của Dournon được xây dựng trong thế kỉ thứ 19 và tu bổ trong thời gian 1958-1961.